# 印度尼西亚迁都计划

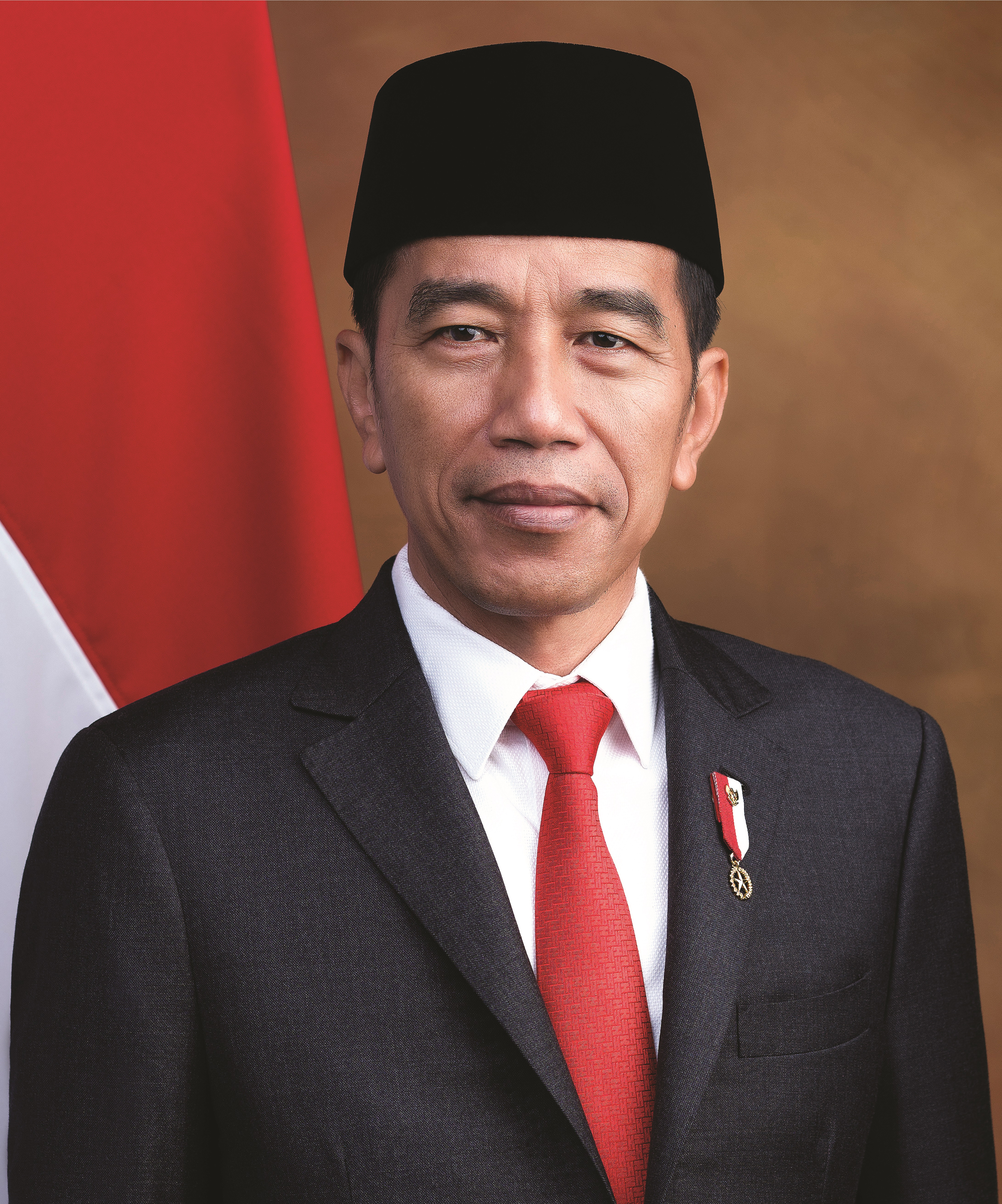
佐科·維多多

印度尼西亚迁都计划是印尼总统佐科·維多多政府在2019年开始预备搬迁印度尼西亚首都的计划。

## 背景
从雅加达迁都到别的地方的计划从苏加诺年代开始，到苏西洛总统年代已经讨论很久了。苏西洛总统由于雅加达的环境和人口过多问题，支持建立新的印尼政治和行政中心。此外雅加達是全世界地面下沉速度最快的城市之一。到2050年，雅加達的部分地区可能會被全部淹没。雅加達還面臨交通擁堵問題。

## 發展
2019年4月29日，佐科·維多多总统经过会议决定搬迁首都到外地。迁都计划列入2020-2024年国家中期发展计划。  2019年8月26日，佐科·維多多总统称新首都将会在東加里曼丹省的库台卡塔内加拉县和佩納揚北巴塞爾縣中进行建设。
2022年1月18日，印尼政府宣布自2024年起將分階段遷都，新首都被命名為「努山塔拉」。